# Tim Russert
Timothy John Russert, dit Tim Russert, né le 7 mai 1950 à Buffalo et mort le 13 juin 2008 Washington, est un journaliste de télévision et juriste américain, plus connu pour avoir été le présentateur durant seize années de l'émission télévisée d'information politique Meet the Press, diffusée chaque dimanche matin sur NBC. Il était chef du bureau de Washington de NBC. Personnage influent, il était redouté des hommes politiques américains.